# Röd tandbraxen
Röd tandbraxen (Dentex maroccanus) är en fisk från familjen havsrudefiskar som lever i östra Atlantens varmare delar.

## Utseende
Röd tandbraxen är en avlång fisk med kraftigt huvud och mun med stora tänder. Den påminner om tandbraxen men färgen går mer i rött, och stjärtfenan har en röd kant. Precis som tandbraxen har den en svart fläck vid basen av bröstfenan. Den saknar dock några ränder. Nosen är kort, kortare än ögondiametern. Arten når vanligtvis en längd av 25 cm, men de största individerna kan bli 45 cm långa.

## Vanor
Arten lever på djup mellan 20 och 500 m, helst över grus- eller småstensbotten. Födan består främst av fisk och kräftdjur, men den kan även ta blötdjur.

## Utbredning
Röd tandbraxen lever i östra Atlanten från Biscayabukten över sydvästra Medelhavet till åtminstone Guineabukten, möjligen ännu längre söderut. Den kan gå längre norrut än Biscayabukten, men är mycket sällsynt norr om Engelska kanalen. Arten har dock påträffats vid Danmark.